# Chad en los Juegos Olímpicos de Tokio 2020
Chad estuvo representado en los Juegos Olímpicos de Tokio 2020 por tres deportistas, dos mujeres y un hombre, que compitieron en tres deportes.
Los portadores de la bandera en la ceremonia de apertura fueron el atleta Bachir Ahmat Mahamat y la yuodca Demos Memneloum. El equipo olímpico chadiano no obtuvo ninguna medalla en estos Juegos.